# 朱瞻塏
滕懷王朱瞻塏（1409年11月—1425年8月26日），是明仁宗朱高熾庶八子，母恭肅貴妃郭氏，明朝第一代亦為唯一一代滕王。朱瞻塏在永乐七年十月（1409年11月）出生，永樂二十二年十月十一（1424年11月1日）受封滕王，建邸雲南，但他並未就任。
他在位一年後，於洪熙元年六月二十六（1425年8月26日），即母亲郭贵妃被殉葬不久后去世，諡號懷，年十七歲，葬西山，滕國被撤除。